# The Fourth Musketeer
The Fourth Musketeer è un film muto del 1923 diretto da William K. Howard.
La sceneggiatura si basa sull'omonimo racconto breve di Harry Charles Witwer pubblicato su Cosmopolitan nel settembre 1922.

## Trama
Brian O'Brien è un ex pugile che ha lasciato il ring per aprire un'officina meccanica. Sfortunato nello sport e anche in amore, ha una moglie che insegue i divertimenti e il lusso, trascurandolo per chi la potrebbe introdurre nella vita dell'alta società. La donna, alla fine, si ricrede quando Brian, dopo aver recuperato dei gioielli che erano stati rubati, viene acclamato come un eroe.

## Produzione
Il film fu prodotto dalla Robertson-Cole Pictures Corporation.

## Distribuzione
Il copyright del film, richiesto dalla R-C Pictures, fu registrato il 18 marzo 1923 con il numero LP20149. Distribuito dalla Film Booking Offices of America, il film uscì nelle sale degli Stati Uniti il 25 marzo 1923.
Non si è a conoscenza dell'esistenza di copie superstiti della pellicola, che viene considerata presumibilmente perduta.